# Franc Jamšek
Franc Jamšek, nadučitelj, * 17. julij 1840, Žalec, Slovenija, † 22. julij 1892, v Rajhenburgu Brestanica ob Savi, Slovenija.

## Življenje in delo
Franc Jamšek se je rodil v Žalcu tamkajšnjemu organistu. Takratno dvorazrednico ljudske šole je obiskoval v domačem kraju, nato pa je bil leta 1854 sprejet v 3. razred celjske glavne šole, ki ji je bila priključena učiteljska pripravnica. Tu je leta 1857 opravil izpit za podučitelja v trivialkah. Nato ga je lavantinski konzistorij namestil za podučitelja v Slovenskih Konjicah, sledilo pa je poučevanje pri Sv. Križu pri Rogaški Slatini (1860), pri Sv. Roku pod Bočem (ob Sotli, 1862) in v Mozirju (1863-1868). Leta 1868 se je udeležil prvega kmetijskega tečaja na Dunaju, služboval eno leto na glavni šoli v Celju, dobil leta 1869 učiteljsko, cerkovniško in orglarsko službo v Loki pri Zidanem mostu, od 1870. leta pa do smrti je bil nadučitelj v Rajhenburgu in istočasno (1869–1875) šolski nadzornik. Nadzorstvo je opravljal v sodnih okrajih Brežice (8 šol, 11 učiteljev), Kozje (13 šol, 13 učiteljev) in Sevnica (6 šol, 10 učiteljev). Šole je obhodil kar peš, le v kraje ob Savi se je pripeljal z vlakom.
Kot priznanje uspešnega delovanja je leta 1888 prejel naslov šolskega ravnatelja. Kot okrajni šolski nadzornik je ob prehodu ljudskega šolstva iz konkordatske dobe v nove razmere najprej skrbel, da so bile izvedene volitve učiteljskih zastopnikov v nove okrajne šolske svete, učiteljem na svojem območju je predstavljal nove državne in deželne šolske zakone ter pomagal sestavljati učne načrte.

## Strokovno delo
Zaslužen je za ustanovitev Učiteljskega društva kot samostojne stanovske organizacije učiteljev brežiškega okrajnega glavarstva, ki mu je predsedoval od ustanovitve leta 1872 dalje. Bil je aktiven odbornik Pedagoškega društva v Krškem in od leta 1888 sourednik letopisa Pedagoški letnik. Na raznih učiteljskih srečanjih je predaval o sodobnem pristopu k poučevanju, osvetljeval je potrebe učencev in učiteljev ter svetoval metode dela. V takratni strokovni periodiki je objavil številne prispevke. Pisal oziroma objavljal je tudi pod psevdonimom »Žalski, Žalčan in Žavski«.

### Pedagoški članki
- »Zemljepisni pouk v ljudski šoli« (SU 1873–5)

- Popotnik
  - Jamšek, Fran (1884) Ktera sredstva ponujajo se učitelju v pospeševanje nravstvenosti pri mladini. Popotnik: časopis za sodobno pedagogiko, letnik 5, številka 4, s. 50-54. »URN:NBN:SI:DOC-CKBI7VN8«.
  - Jamšek, Fran (1884) Zakaj ne dosežejo poedini, duševo normalno nadarjeni otroci predpisanega učnega smotra? Kako je pospeševati enakomerno napredovanje razreda? Popotnik: časopis za sodobno pedagogiko (1884), letnik 5, »Številka 17, s. 260-263«. in »številka 18, s. 275-278«..
  - Jamšek, Franjo (1886) Anton Martin Slomšek, pedagog rodo- in domoljub slovenski; razprava v 22 nadaljevanjih. Popotnik: časopis za sodobno pedagogiko, letnik 7, s.: 5-8, 19, 35, 51, 67, 85, 101, 114-117, 130, 147, 163, 178-182, 194, 210, 228-231, 262-265, 278, 309, 325, 343, 359 in 377-380; »URN:NBN:SI:DOC-2GJRMLCF«.

- Učiteljski tovariš
  - Jamšek, Fr. (1880) Zakaj mora biti za učitelja pred vsem učiteljski poklic središče njegovega delovanja?. Učiteljski tovariš, letnik 20, številka 19, »URN:NBN:SI:DOC-GDM8SM81«.
  - Jamšek, Fr., Boris Miran. (1883) Učitelj naj mej ljudstvom kaj velja. Učiteljski tovariš, letnik 23, številka 11,  »URN:NBN:SI:DOC-BL3657H9«.
  - Jamšek, Fr. (1885) Iz šole za šolo. Učiteljski tovariš, letnik 25, »številke 4, 5, 7, 8, 10, 12«.
  - Jamšek, Fr. (1886) Iz šole za šolo. Učiteljski tovariš, letnik 26, »številke 5, 6, 7, 8, 9, 10, 14, 16, 17, 18, 22, 23, 24«.
  - Jamšek, Fr. (1887) Iz šole za šolo. Učiteljski tovariš, letnik 27, številka 1, »URN:NBN:SI:DOC-66B95MUA«.
  - Jamšek, Fr. (1887) Pouk v petji. Učiteljski tovariš, letnik 27, številka 1, »URN:NBN:SI:DOC-7AA7NOLO«.

### Monografije
- Pedagoški letnik 
  - razprava o vzrokih zasirovelosti med šoli odraslo mladino in sredstva, kako pomoči tej žalostni prikazni (1887),
  - Spomini na Dunaj (1889), v prispevek je vpletel tudi črtice o razvoju štajerskega in avstrijskega šolstva v obdobju 1867–1870

- Šolske drobtinice : v petindvajsetletni spomin smrti A. M. Slomšek-a / učiteljem, odgojiteljem in prijateljem šole spisal Franc S. Jamšek. V Ljubljani : J. R. Milic, 1887, 215 s. (COBISS)

- Jamšek, Franc Serafin (1890) Napake pri vzgoji otrok v zverižosteznem vrtu. Kratek in umeven navod, kako ravnati, da se ti otroci razvadijo in spridijo. Poleg nemškega »"Der Irrgarten der Erziehung"«., Maribor : Sv. Cirila, 1890. (COBISS)

- Matko, Ivan, Kovač, Jožef, 1809-1869, Jamšek, Franc, 1840-1892. Prepis kronike trga Reichenburga in okolice [Rokopis] / [prevod, prepis in besedilo] Ivan Matko, Rajhenburg, 1890, 180 s. (COBISS)